# Trachinotus falcatus
Trachinotus falcatus es una especie de peces de la familia Carangidae en el orden de los Perciformes.

## Morfología
• Los machos pueden llegar alcanzar los 122 cm de longitud total.

## Distribución geográfica
Se encuentra en el  Atlántico occidental: desde Massachusetts (Estados Unidos) hasta el sureste del Brasil, incluyendo las Bahamas e Indias Occidentales.